# 屯門至荃灣沿海鐵路
屯門至荃灣沿海鐵路（英語：The Coastal Railway between Tuen Mun and Tsuen Wan）簡稱屯荃鐵路（英語：Tuen Mun to Tsuen Wan Link），是香港研究中的鐵路，最近建議乃由屯門區議會及荃灣區議會共同提出，建議被香港政府接納入《鐵路發展策略2000》的檢討報告中。根據兩會區議會的透過顧問公司建議的方案，該路線全長18公里，以高架行走的全程車程為22分鐘，設有荃灣西站、灣景站、深井東站、青龍頭站、掃管笏站、三聖站、屯門西站及屯門站。至2014年，政府公布未來鐵路發展策略，由於屯門至荃灣沿海鐵路的造價極昂貴，並不符合成本效益等等各種因素，此建議當時被擱置，但於2017年運輸及房屋局再度提出。

## 歷史
屯荃鐵路的探討最早可以追溯至1905年，香港政府籌備興建九廣鐵路——英段的定線時，香港政府當年劃有兩套方案：第一套方案為現時的東鐵綫走線，由尖沙咀直接向北，穿越筆架山，經過沙田及大埔，直達當時香港與深圳的邊境；第二套方案為今日重提的屯荃鐵路走線，即沿青山灣連接屯門至荃灣，北上元朗，南接尖沙咀。最終香港政府選擇了今東鐵綫的方案。
1986年，九廣鐵路公司開始進行1986年香港輕鐵系統擴展研究計劃，在新界西部興建鐵路連接九龍西及新界西，屯荃鐵路的走線因而再次提起，可惜該線段再次被否決，因為青山公路一段地勢險要，興建鐵路的費用龐大。到了1989年，香港政府在《香港第二次整體運輸研究》中敲定由荃灣，穿過大欖經元朗及天水圍到達屯門的鐵路走線，即今日的屯馬綫。
港鐵西鐵線啟用後，香港鐵路運輸首次覆蓋新界西區，但是由於荃灣沿青山公路至屯門沒有鐵路，沿線約35萬名居民一直飽受交通不便及交通費用昂貴問題。主要原因在於西鐵綫路線先繞元朗、後經天水圍，最終才到達屯門，費時失事而且交通費用高昂，而屯門前往市區經屯門公路會比較直接。2008年至2009年，屯門區議會向政府爭取興建屯荃鐵路，但是不獲接納。
2009年，時任屯門區議會主席劉皇發表示，屯門及荃灣區議會的交通運輸委員會將會聯合委託顧問，研究屯荃鐵路的走線和進行工程的可行性，荃灣區議會主席周厚澄亦認同研究興建鐵路的需要。兩區區議會逐於2009年年底成立荃屯鐵路專責小組（後改稱興建屯荃鐵路專責小組），斥資60萬港元委托顧問公司研究，有關的研究結果於2011年2月月底完成及公佈，其中報告亦有展示於屯門大會堂以供公眾參考閱讀。研究根據港鐵馬鞍山綫（現為屯馬綫）採用的中運量系統評估方法，估計屯荃鐵路每日的雙向客流量為23.7萬人次，較馬鞍山綫及東涌綫為多，其後政府在《鐵路發展策略2000》的檢討中納入興建屯荃鐵路的可行性研究，預計於24個月後（即2013年中）公佈有關的研究結果。此外，由於最受惠於計劃的為屯門市中心南部的居民，政府因此可能考慮是否延長屯馬綫至屯門南（即屯門南延綫）。
2012年4月20日，政府提前完成並且公布《鐵路發展策略2000》的檢討報告，決定透過「我們未來的鐵路」第一階段進行為期3個月的諮詢。
2014年，政府公布未來鐵路發展策略，田北辰表示獲悉屯門至荃灣沿海鐵路因為造價可能高達一千億港元，並不符合成本效益等等各種因素，政府因而不打算興建。長遠而言，當屯門至荃灣沿岸人口有顯著的增長，政府才重新審視這個方案。

## 計劃

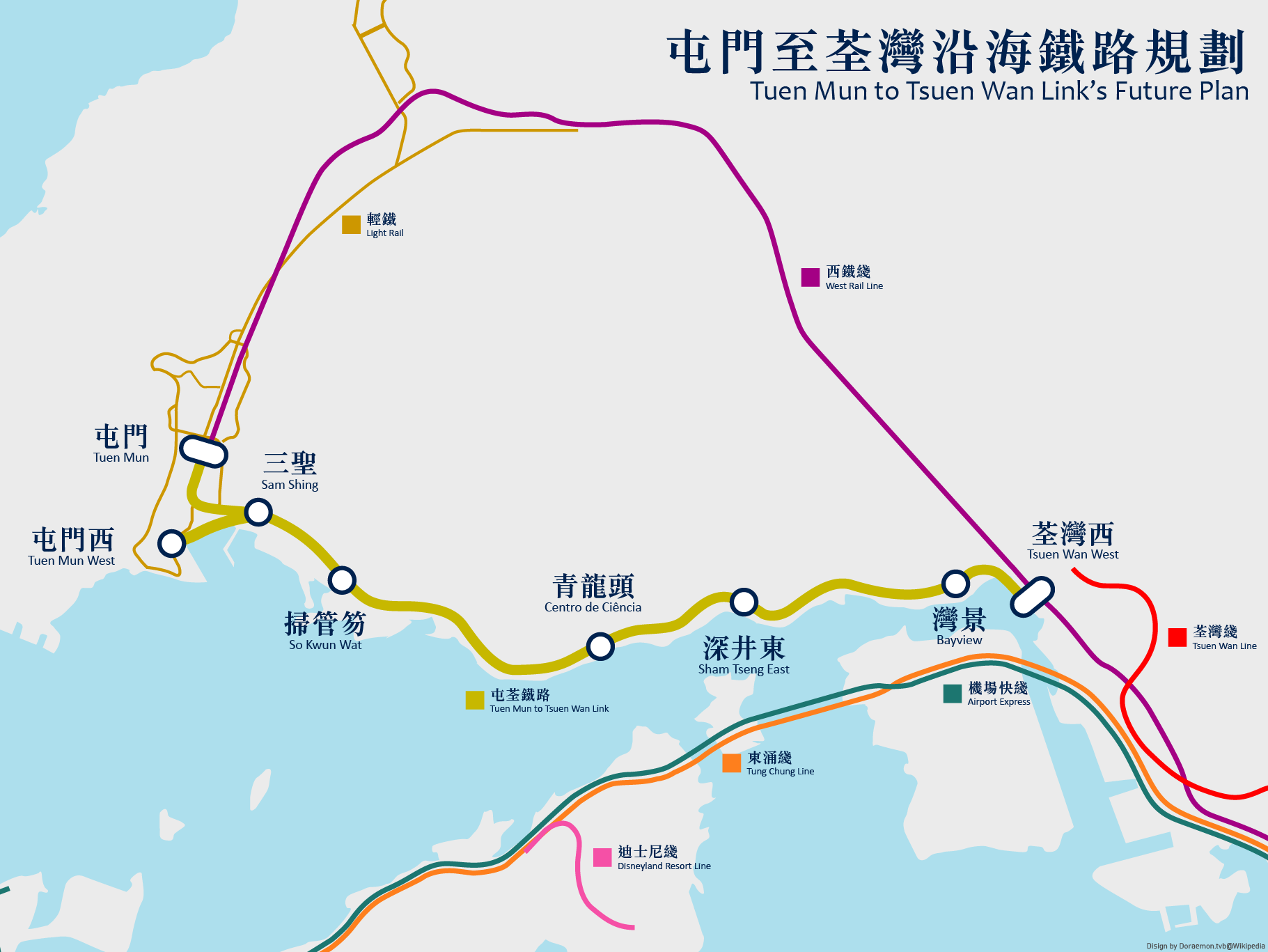
屯荃鐵路初步走線方案

### 定線

#### 2008年的屯門區議會建議
2008年，屯門區議會向運輸及房屋局建議案以屯門站為起點，沿途設友愛南站、恒福站、黃金海岸站、小欖站、深井站、麗城站及荃灣站，共8個車站。

#### 2009年的屯荃鐵路專責小組建議
根據屯門區議會及荃灣區議會聯合的興建屯荃鐵路專責小組所委托的顧問公司研究報告中指出，屯荃鐵路初步共有3個走線方案：
1. 第一個方案是設有荃灣西站、灣景站、深井東站、青龍頭站、掃管笏站、三聖站及屯門站，共7個車站；
2. 第二個方案是設有荃灣西站、灣景站、深井東站、青龍頭站、掃管笏站、三聖站及屯門西站，共7個車站；
3. 第三個方案則是結合了第一方案和第二方案，同時設有屯門站及屯門西站，以類似落馬洲支線及將軍澳支線的營運模式，列車間斷地分別以屯門站及屯門西站為終點站，共8個車站。

2011年，楊文達倡議興建「屯荃觀光線」，全程高架鐵路，從荃灣出發，經蝴蝶灣、青龍頭、深井、黃金海岸、三聖、屯門碼頭，抵達屯門市中心，將會獨立成線，不會影響荃灣線和屯馬線（當時西鐵線）服務。
顧問報告最終以第三個方案向兩區區議會建議，以高架形式興建鐵路路線沿海而建，全長18公里，由荃灣西（可以轉乘西鐵綫）連接至屯門及屯門西的鐵路路線。

### 車廠
建議提到使用毗鄰屯門三聖灣擬議的填海區及前青龍頭石礦場兩幅用途未定的土地，作為車廠及催化屯荃鐵路的啟動性土地資源。

## 財政

### 效益

#### 交通
屯門至荃灣沿海鐵路可以接駁至港珠澳大橋香港口岸，亦有人提議於荃灣再向東伸延至沙田，計劃每4分鐘駛出一班列車，估計於2031年，每日的平均載運乘客數量為9.7萬人次，於繁忙時間為23.7萬人次，預計可以紓緩區內的交通壓力，令到該區的鐵路使用的由27.9％提高至50.9％，沿線居民到市區將可以節省至少15分鐘。

#### 旅遊
報告確定屯荃鐵路有助於推動區域經濟及土地發展，並且可以形成深井、龍圃、黃金海岸、青山禪院及三聖灣的悠閒旅遊走廊。沿線天然風景優美，而且有美食、娛樂及歷史文物，鐵路發展具備推動遊覽及觀光的條件，強化香港作為國際旅遊都市的形象。

## 意見

### 支持
工聯會王國興認同興建鐵路，認為計劃有助於改善該區域的交通問題，長遠可以協助發展新住宅項目，帶旺有關區域。

### 反對
香港理工大學土木工程系副教授熊永達和時任立法會議員鄭家富都表示質疑，若然鐵路未有實際需要，政府仍然認為應該興建，即是代表政府有意發展該區，可能會為到發展商提供地產項目補貼，亦促使到原來未有發展的青龍頭和深井一帶興建成為住宅，令到商家獲取利益。鄭家富指出，報告已經寫到屯門至荃灣沿海鐵路的車程不會比較西鐵綫（現屯馬綫）縮短，而且西鐵綫未有飽和的迹象，不認同需要建上述鐵路。

## 外部資料
- 屯荃鐵路 研究報告 – 新聞稿